# Lufthansa
Lufthansa (Deutsche Lufthansa AG) je največji nemški letalski prevoznik in nacionalni prevoznik nemčije. Ime podjetja izhaja iz besed »Luft« (nemški izraz za zrak) in »Hansa« (severnonemška srednjeveška trgovska organizacija). Sedež podjetja je v Kölnu, matično letališče pa je Mednarodno letališče Frankfurt v Frankfurtu na Majni. Drugo matično letališče je v Münchnu, tretje pa bo po prevezemu podjetja SWISS postalo Züriško letališče. Lufthansa upravlja z več kot 400 letali in zaposljuje okrog 100.000 ljudi po vsem svetu. Leta 2005 je prepeljala 51.3 milijona potnikov. Lufthansa je tudi ustanovitvena članica Star Alliance, največje letalske družbe na svetu.

## Zgodovina
Lufthansa je bila ustanovljena leta 1926 v Berlinu z združitvijo podjetij Deutsche Aero Lloyd (DAL) in Junkers Luftverkehr. Polno ime družbe je Deutsche Luft Hansa Aktiengesellschaft. Leta 1950 je hotela Nemška demokratična republika (Vzhodna Nemčija) ustanoviti letalsko podjetje z enakim imenom, kar je sprožilo meddržavni spor. Končno je DDR svojo družbo poimenovala Interflug (z delovanjem je prenehala leta 1991). Lufthansa do konca komunističnega režima v sosednji državi ni letela v Vzhodni Berlin.
Leta 2012 se je Lufthansa odločila, da ukine 3500 delovnih mest, saj so zabeležili 397 miljonov izgube. Ta delovna mesta namerava ukiniti leta 2014 in privarčevati 1,5 miljona evrov. Z odpuščanjem zaposlenih bo izpolnjena kar tretjina tega zneska.
V letu 2012 je Lufthansa začela razmišljati tudi o ukinitvi dveh nizkocenovnih prevoznikov, Germanwings in Eurowings; namerava pa ustanoviti novo nizkocenovno družbo Direct 4 You. Nova članica bo začela s poslovanjem predvidoma leta 2013. 

## Flota
| Letalo          | V floti | V dobavi | Število sedežev |
| --------------- | ------- | -------- | --------------- |
| Airbus a319-100 | 33      | 3        | 132             |
| Airbus a320-200 | 47      | 22       | 168             |
| Airbus a320neo  | 0       | 25       | Ni znano        |
| Airbus a321-100 | 20      | 0        | 200             |
| Airbus a321-200 | 40      | 5        | 200             |
| Airbus a321neo  | 0       | 5        | Ni znano        |
| Airbus a330-300 | 16      | 2        | 221             |
| Airbus a340-300 | 26      | 0        | 221,241,266     |
| Airbus a340-600 | 24      | 0        | 306             |
| Airbus a380-800 | 8       | 9        | 526             |
| Boeing 737-300  | 33      | 0        | 140             |
| Boeing 737-500  | 22      | 0        | 120             |
| Boeing 747-400  | 28      | 6        | 322,353,370     |
| Boeing 747-8    | 1       | 19       | 386             |
| Skupaj          | 298     | 90       |                 |

## Stara flota
| Letalo                                 | Začelo z delom | Končalo z delom |
| -------------------------------------- | -------------- | --------------- |
| Airbus a300                            | 1976           | 1984            |
| Airbus a310                            | 1984           | 2005            |
| Airbus a330-200                        | 2002           | 2006            |
| Airbus a340-200                        | 1993           | 2006            |
| Boeing 707                             | 1960           | 1984            |
| Boeing 720                             | 1961           | 1965            |
| Boenig 737-100                         | 1968           | 1982            |
| Boeing 737-200                         | 1981           | 1997            |
| Boeing 737-400                         | 1992           | 1998            |
| Boeing 747-100                         | 1970           | 1979            |
| Boeing 747-200                         | 1971           | 2004            |
| ConvairCV-340/440                      | 1955           | 1968            |
| Lockheed Super Constellation/Starliner | 1955           | 1967            |
| Douglas DC-3                           | 1955           | 1960            |
| Douglas DC-4                           | 1958           | 1959            |
| Douglas DC-8                           | 1968           | 1969            |
| McDonnell Douglas DC-10                | 1974           | 1994            |
| Vickers Viscount                       | 1958           | 1971            |

## Lufthansa cargo AG
Podjetje Lufthansa cargo uvrščamo med vodilne prevoznike tovora na svetu. V letu 2011 je ta prevoznik razvozil približno 1,9 miljonov ton tovora in pošte. Podjetje zaposluje približno 4.600 ljudi po vsem svetu in služi več kot 300 destinacijam. Lufthansa cargo je v celoti v lasti podjetja Lufthansa Deutsche Lufthansa AG. 